# 魯郡
魯郡，中國古代郡、國名。

## 建置沿革

### 秦漢
秦王政二十三年（前224年），以鲁国故地置薛郡，領魯縣、瑕丘、无盐、须昌、张县、滕縣、胡陵、方与、亢父、騶縣、薛縣。辖境约当今大汶河下游及其支流小汶河以南，大运河以东，蒙山、抱犊崮以西，枣庄市和鱼台县以北地区。
汉高帝六年（前201年），立劉交為楚王，薛郡屬楚國。呂后六年（前182年），封張偃為魯王，置魯國。文帝元年（前179年），魯國除為薛郡，還屬楚國。景帝二年（前155年），削楚國薛郡。三年（前154年），置魯國，徙淮陽王劉餘為魯王。自武帝元朔元年至成帝鴻嘉二年，魯國先後分出戚、寧陽、瑕丘、公丘、鬱桹、西昌、蘭祺、容丘、良成、昌慮、平邑、山鄉、建陵、合陽、東安、承鄉、建陽、郚鄉、建鄉、新陽二十個侯國，歸入附近的東海郡、泰山郡、山陽郡、沛郡等郡。綏和元年（前8年），魯國領魯縣、卞縣、汶陽縣、蕃縣、騶縣、薛縣，屬徐州刺史部。
新莽始建國元年（9年），貶魯王劉閔為公。始建國二年（10年），降封魯公劉閔為列侯，改魯國為魯郡。
漢光武帝建武二年（26年），封其兄子劉興為魯王，改魯郡為魯國。建武二十八年（52年），徙魯王興為北海王，改魯國為魯郡，命東海王劉彊兼食魯郡。明帝永平元年（58年），東海王劉彊臨終前將東海郡獻於朝廷，僅食魯郡一郡，改為魯（东海）國（东海王封号仍未变）。永元年間削魯國薛縣，不久歸還。東海郡郚鄉併入魯國卞縣。順帝永和元年（140年），魯國仍領魯、卞、汶陽、蕃、騶、薛六縣，轄境略有擴大，屬豫州刺史部。至漢末不改。

### 魏晉南北朝
魏文帝黃初元年（220年），降東海王劉羡為崇德侯，改魯國為魯郡。魏明帝太和六年（232年），進封邯鄲王曹溫為魯王，改魯郡為魯國。咸寧三年（277年），沛國之公丘縣改屬魯國。西晉後期，蕃、薛二縣改屬彭城國，魯國僅餘五縣。永嘉之亂後，改魯國為魯郡。
十六國時期，魯郡先後為前趙、後趙、前燕、前秦、後燕、南燕的領土，移治鄒山，省卞、公丘二縣，改屬兗州。晉安帝義熙四年（408年），攻克鄒山，收復魯郡，為了區別於僑郡而改為北魯郡。
宋武帝永初元年（420年），改北魯郡為魯郡。宋文帝元嘉二十年（443年），省兗州，魯郡改屬徐州。元嘉二十七年（450年），鄒山為北魏所攻陷，後又收復。元嘉三十年（453年），復立兗州，魯郡還屬兗州。宋孝武帝大明元年（457年），析置陽平縣，後又析置新陽縣。宋明帝泰始二年（466年），復置卞縣。此時，魯郡領鄒、汶陽、魯、陽平、新陽、卞六縣。同年十二月，宋失淮北四州，北魏攻陷魯郡。
北魏時，魯郡還治魯縣。北齐时，魯郡併入任城郡。北周武帝建德六年（577年），滅北齊，任城郡由齊入周。

### 隋唐
隋文帝開皇三年（583年），廢任城郡，其地屬兖州。隋煬帝大業三年（607年），改兗州为魯郡，治所在瑕丘縣（今山东省济宁市兖州区），辖境相当于今山东省泰山以南、南阳湖以北、泗水县以西及汶上县以东地。魯郡領十縣：瑕丘、任城、鄒、曲阜、泗水、平陸、龔丘、梁父、博城、嬴。
唐高祖武德五年（622年），平徐圓朗，改魯郡為兗州。唐玄宗天寶元年（742年），改兗州為魯郡。魯郡領十縣：瑕丘、曲阜、乾封、泗水、鄒、任城、龔丘、金鄉、魚臺、萊蕪。唐肃宗乾元元年（758年），復改魯郡為兗州。

### 僑郡
東晉時，在晉陵郡境內僑置魯郡，以安置流民，領魯、樊二縣。僑置的齊郡省併後，其所屬的西安縣改屬魯郡。宋武帝永初元年（420年），改魯郡為南魯郡。宋文帝元嘉十八年（441年），樊縣併入西安縣。北齊攻陷南魯郡後，廢郡，併魯、富陵二縣為懷恩縣。

## 人口
- 漢平帝元始二年（2年），魯國有118045戶，607381口。[3]
- 漢桓帝永壽二年（156年），魯國有78447戶，411590口。[5]
- 晉武帝太康三年（282年），魯國有3500戶。[17]
- 宋孝武帝大明八年（464年），魯郡有4631戶，28307口，南魯郡（僑）有1211戶，6818口。[12]
- 東魏孝靜帝武定中（543年—550年），魯郡有15160戶，47329口。[14]
- 隋煬帝大業五年（609年），魯郡有124019戶。[15]
- 唐玄宗天寶十三載（754年），魯郡有88987戶，580608口。[16]

## 行政長官

### 魯相（前154年—10年）
- 田叔，漢景帝時在任。

### 魯郡大尹（10年—23年）
- 敞，字幼孺，平陵人，新莽時在任。[18]

### 魯郡太守（23年—26年）
- 鮑永，字君長，上黨屯留人，漢光武帝建武元年（25年）出任。[19]
- 梁丘壽，刘永部下，漢光武帝建武二年（26年）被斬。[20]

### 魯相（26年—220年）
- 陳□，鍾離意之前在任。
- 鍾離意，字子阿，會稽山陰人，漢明帝時在任，視事五年，以久病卒官。[21]
- 汝郁，字叔異，陳國人，東漢中期在任。[22]
- 王堂，字敬伯，廣漢郪人，漢順帝永建四年（129年）出任。[23]
- 趙安世，下邳人，東漢中期在任。[24]
- 籍褒，漢順帝時在任。
- 寇儀，漢順帝漢安元年（142年）免。
- 乙瑛，漢桓帝元嘉三年（153年）之前在任。
- □平，漢桓帝永興元年（153年）在任。
- 韓勅，字叔節，漢桓帝永壽二年（156年）在任。
- 史晨，字伯時，漢靈帝建寧元年（168年）在任。
- 刁韙，字子榮，漢靈帝初年。
- 臧□，字仲英，漢獻帝之前。
- 陳□，汝南人。
- 穀思，不知何帝時。
- 刁曜，不知何帝時。
- 漆沈，不知何帝時。
- 陳逸，汝南平輿人，東漢後期在任。[25]
- 張遼，字文遠，雁門馬邑人，漢獻帝建安初領。[26]
- 畢諶，東平人，漢獻帝建安三年（198年）出任。[27]
- 溫恢，字曼基，太原祁人，漢獻帝建安中在任。[28]
- 孫禮，字德達，涿郡容城人，漢獻帝建安中在任。[29]

### 魯相（鲁国曹温时期232年—310年代）
- 司馬馗，河內溫人，曹魏時在任。[8]
- 姓名不詳，魏明帝景初三年（239年）在任，曾上言宗聖侯奉祀之事。[29]
- 索靖，字幼安，敦煌人，晉武帝太康中在任。[30]
- 魏休，任城人，西晉後期在任。[31]

### 魯郡太守（—408年）
- 徐邕，南燕慕容超太上四年（408年）被晉軍擊敗，失守。[9]

### 魯郡太守（420年—）
- 崔邪利，清河東武城人，宋文帝元嘉二十七年（450年）降於北魏。[32][11]
- 盧壽，范陽涿人，北魏時在任。[33]
- 張應，北魏孝文帝延興中在任。[34]
- 劉長文，彭城人，北魏孝文帝太和中在任。[35]
- 李伯貴，勃海蓨人，北魏宣武帝時在任。[36]
- 張景嵩，北魏孝明帝時在任。[37]
- 崔子恒，清河東武城人，東魏孝靜帝初期在任。[38]
- 于子榮，代人，東魏孝靜帝時在任。[39]

### 魯郡太守（607年—622年）
- 蘇威，字無畏，京兆武功人，隋煬帝大業中在任。[40]
- 鄭善果，滎陽滎澤人，隋煬帝大業中在任。[41]

### 魯郡太守（742年—758年）
- 李蘭，唐玄宗天寶中在任。[42]
- 韓擇木，唐玄宗天寶末在任。[43]

## 行政長官（僑）

### 南魯郡太守（420年—）
- 戴法興，會稽山陰人，宋孝武帝孝建元年（454年）出任。[44]
- 阮佃夫，會稽諸暨人，宋明帝泰始中在任。[44]
- 陳敬元，丹楊建康人，南朝宋後期在任。[45]
- 劉係宗，丹楊人，齊武帝永明末在任。[46]
- 蕭坦之，蘭陵人，齊鬱林王永明十一年（493年）到隆昌元年（494年）在任。[47]

## 國主

### 西漢魯國（前155年—10年）
| 魯國（前155年—10年） |           |      |        |                 |          |
| 代數                 | 封爵      | 謚   | 姓名   | 在位時間        | 備註     |
| 1                    | 魯王      | 共王 | 劉餘   | 前155年—前128年 | 漢景帝子 |
| 2                    | 魯王      | 安王 | 劉光   | 前127年—前88年  | 劉餘子   |
| 3                    | 魯王      | 孝王 | 劉慶忌 | 前87年—前51年   | 劉光子   |
| 4                    | 魯王      | 頃王 | 劉封   | 前50年—前23年   | 劉慶忌子 |
| 5                    | 魯王      | 文王 | 劉睃   | 前22年—前5年    | 劉勁子   |
| 6                    | 魯王→魯公 |      | 劉閔   | 前4年—9年—10年  | 劉慶忌子 |
| 降為列侯             |           |      |        |                 |          |

### 東漢魯國（26年—52年）
| 魯國（26年—52年） |                |           |      |                     |            |
| 代數              | 封爵           | 謚        | 姓名 | 在位時間            | 備註       |
|                   | 魯公→魯王      | 哀公→哀王 | 劉仲 | 39年、43年追封      | 漢光武帝兄 |
| 1                 | 魯王→魯公→魯王 |           | 劉興 | 26年—37年—43年—52年 | 劉仲子     |
| 徙封北海          |                |           |      |                     |            |

### 東漢東海國（43年—220年）
| 東海國（43年—220年） |        |      |      |             |              |
| 代數                 | 封爵   | 謚   | 姓名 | 在位時間    | 備註         |
| 1                    | 東海王 | 恭王 | 劉彊 | 43年—58年   | 漢光武帝長子 |
| 2                    | 東海王 | 靖王 | 劉政 | 59年—102年  | 劉彊子       |
| 3                    | 東海王 | 頃王 | 劉肅 | 103年—125年 | 劉政子       |
| 4                    | 東海王 | 孝王 | 劉臻 | 126年—156年 | 劉肅子       |
| 5                    | 東海王 | 懿王 | 劉祗 | 157年—200年 | 劉臻子       |
| 6                    | 東海王 |      | 劉羨 | 201年—220年 | 劉祗子       |
| 魏受禪，降為崇德侯   |        |      |      |             |              |

### 曹魏魯國（232年—265年）
| 魯國（232年—265年） |      |    |      |             |                  |
| 代數                | 封爵 | 謚 | 姓名 | 在位時間    | 備註             |
| 1                   | 魯王 |    | 曹溫 | 232年—265年 | 曹楷子、曹邕嗣子 |
| 晉受禪，降封縣公    |      |    |      |             |                  |

### 西晉魯國（265年—310年代）
| 魯國（265年—310年代）    |      |      |        |             |            |
| 以佐命之功封，食邑3000戶 |      |      |        |             |            |
| 代數                     | 封爵 | 謚   | 姓名   | 在位時間    | 備註       |
| 1                        | 魯公 | 武公 | 賈充   | 265年—282年 |            |
| 2                        | 魯公 | 殤公 | 賈黎民 | 282年追封   | 賈充子     |
| 3                        | 魯公 |      | 賈謐   | ？—300年    | 賈充外孫   |
| 4                        | 魯公 |      | 賈禿   | 301年—？    | 賈充從曾孫 |
| 5                        | 魯公 |      | 賈湛   | ？—310年代  | 賈充從曾孫 |
| 西晉末國絕               |      |      |        |             |            |

## 徵引文獻及註釋
1. ↑  從《漢書·張耳傳》。《漢書》地理志以為呂后元年置。
2. ↑  《漢書 卷三十六 楚元王傳第六》
3. 1 2  《漢書 卷二十八上 地理志第八上》
4. ↑  《漢書 卷十四 諸侯王表第二》
5. 1 2 3  《後漢書 志第二十 郡國二》
6. ↑  據魏明帝太和六年（232年）詔令，所有諸侯王均改以郡為國，然而三國時未有以魯陽為名的郡，孔祥軍據《太平寰宇記》卷21有「晉改為魯郡」一文，認為魏時仍稱魯國。（《三國政區地理研究》第31頁魯國）依據孔說，疑《邯鄲懷王邕傳》「六年，改封魯陽」乃「六年，改封魯王」之誤。
7. 1 2  《晉書 卷四十 列傳第十》
8. 1 2  《晉書 卷三十七 列傳第七》
9. 1 2  《宋書 卷二十五 志第十五》
10. 1 2  《宋書 卷三 本紀第三》
11. 1 2  《魏書 卷四下 世祖紀第四下》
12. 1 2 3 4  《宋書 卷三十五 志第二十五》
13. ↑  《宋書 卷八 本紀第八》
14. 1 2  《魏書 卷一百六中 地形志二中第六》
15. 1 2 3  《隋書 卷三十一 志第二十六》
16. 1 2  《舊唐書 卷三十八 志第十八》
17. ↑  《晉書 卷十四 志第四 地理上》
18. ↑  《漢書 卷六十七 楊胡朱梅云傳第三十七》
19. ↑  《後漢書 卷二十九 申屠剛鮑永郅惲列傳第十九》
20. ↑  《後漢書 卷十八 吳蓋陳臧列傳第八》
21. ↑  《後漢書 卷四十一 第五鍾離宋寒列傳第三十一》
22. ↑  《後漢書 卷三十六 鄭范陳賈張列傳第二十六》
23. ↑  《後漢書 卷三十一 郭杜孔張廉王蘇羊賈陸列傳第二十一》
24. ↑  《後漢書 卷四十六 郭陳列傳第三十六》
25. ↑  《後漢書 卷六十六 陳王列傳第五十六》
26. ↑  《三國志 卷十七 魏書十七 張樂于張徐傳第十七》
27. ↑  《三國志 卷一 魏書一 武帝紀第一》
28. ↑  《三國志 卷十五 魏書十五 劉司馬梁張溫賈傳第十五》
29. 1 2  《三國志 卷二十四 魏書二十四 韓崔高孫王傳第二十四》
30. ↑  《晉書 卷六十 列傳第三十》
31. ↑  《周書 卷四十三 列傳第三十五》
32. ↑  《南齊書 卷五十五 列傳第三十六》
33. ↑  《周書 卷四十五 列傳第三十七》
34. ↑  《魏書 卷八十八 列傳良吏第七十六》
35. ↑  《魏書 卷五十五 列傳第四十三》
36. ↑  《周書 卷四十六 列傳第三十八》
37. ↑  《魏書 卷九十四 列傳閹官第八十二》
38. ↑  《魏書 卷三十二 列傳第二十》
39. ↑  《魏書 卷三十一 列傳第十九》
40. ↑  《隋書 卷四十一 列傳第六》
41. ↑  《隋書 卷八十 列傳第四十五》
42. ↑  《新唐書 卷二百〇二 列傳第一百二十七》
43. ↑  《新唐書 卷一百五十八 列傳第八十三》
44. 1 2  《宋書 卷九十四 列傳第五十四》
45. ↑  《宋書 卷四十一 列傳第一》
46. ↑  《南齊書 卷五十六 列傳第三十七》
47. ↑  《南齊書 卷四十二 列傳第二十三》